# イタリアによるアメリカ大陸の植民地化

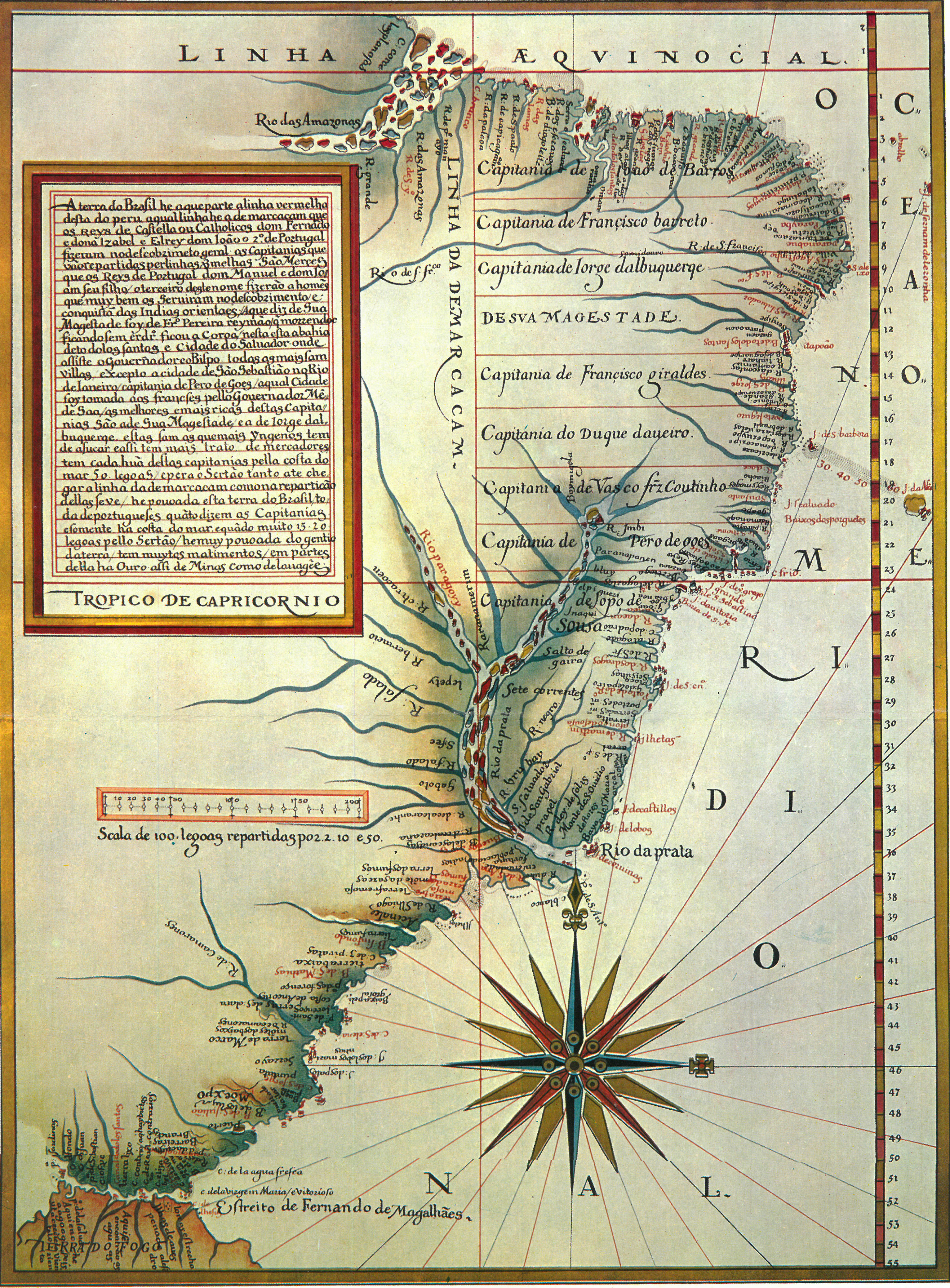
1608年にトスカーナ大公フェルディナンド1世・デ・メディチが試みたガイアナの植民地、ポルトガルとスペイン帝国の新世界分割線に近い

イタリアによるアメリカ大陸の植民地化（イタリアによるアメリカたいりくのしょくみんちか、英: Tentative Italian colonization of the Americas）では、ヨーロッパ諸国によるアメリカ大陸の植民地化のうち、イタリアに存在した国家によるものを概説する。トスカーナ大公国が17世紀初期、ブラジル北部に植民地建設を企てたものが唯一であり、規模も期間も限られたものとなった。トスカーナのフェルディナンド1世・デ・メディチは1608年にロベルト・ソーントン船長の指導する遠征隊を組織させ、ブラジル北部とアマゾン川を探検し、南アメリカ北部海岸に開拓地を設立させる準備をすることで、ルネサンス期のイタリアにブラジルの貴重な主に木材や香料を輸出させる基地とすることを目指した。

## フェルディナンド1世・デ・メディチの植民の試み
トスカーナ大公フェルディナンド1世・デ・メディチが、アメリカ大陸で唯一イタリアの植民地創設の試みを監督した。
フェルディナンド1世は17世紀の始めに、アマゾンのジャングルにある豊かさ取り込むために、ブラジル北部に交易を行う植民地を創設しようとした。南アメリカから貴重な木材、香料および鉱物をルネサンス期のイタリアに運ぶ隆盛を極める貿易事業の支配を望んだ。
1595年にアマゾンを探検したイギリス人ロバート・ダドリー（レスター伯ロバート・ダドリーの子）に接触し、アマゾン川とオリノコ川で金を探索することについて助言を得た。1608年、ダドリーは私掠船に使われていたガレオン船のサンタルチア・ブオナヴェンチュラ号を派遣してガイアナとブラジル北部に向わせることについてフェルディナンド1世を説得した。
このことを契機に1608年、フェルディナンド1世は遠征のためにソーントン船長にこのガレオン船と小型の支援用船舶を与えた。ソーントンは新しく整備されたリヴォルノの港から出帆し、ガイアナとブラジルに到着してアマゾン川とオリノコ川を探検した。1609年7月、ソーントンはリヴォルノに戻ったが、その年の2月にフェルディナンド1世が死亡しており、後継者のコジモ2世は海外植民地を建設することに興味がなかった。ソーントンはその夏にリヴォルノとルッカのイタリア人開拓者を連れてアマゾン川とオリノコ川の間の地域に戻る用意ができていたが、この計画は潰れた。
実際にソーントンのガレオン船サンタルチア・ブオナヴェンチュラ号が1609年にイタリアに戻ったとき、トリニダード島とアマゾン川デルタの間の地域を探索した豊富な情報をもたらし、数人の先住民と熱帯のオウムを連れてきていた。
ソーントンがイタリア植民地の場所として想定した地域は現在のフランス領ギアナ（カイエンヌ市近く）であり、それから間もない1630年にフランスによって植民地化されることになった。

## 現代イタリアの「植民地」
この試みに終わった植民地の後、19世紀まではアメリカ大陸のブラジル南部、ウルグアイおよびアルゼンチンで、他国の旗の下にイタリア人が入植することだけが続いた。
イタリア人はドイツと同様、アメリカ大陸で実際の植民地を創設することはなく、19世紀に国土統一を果たした後で世界の他の部分に地域的な植民地を造っただけだった。しかし、多くのイタリア人は、ドイツ人と同様にアメリカ大陸に移住して他国の旗の下に住み、いわゆる移民の「植民地」（イタリア人街）を造り出していった。これら「植民地」は同一地域同一時期に共に移住したイタリア人移民集団によって作られ、その多くは今日でも残るものになっている。
この種のイタリア人「植民地」として最初のものは1830年代後半に、ベネズエラにトスカーナのイタリア人移民を入植させようとしたルイギ・カステリによる試みだったが、トスカーナの船舶は地中海で沈没した。その数年後、同じ地域にドイツ人移民が入植し、コロニア・トバルの町を創設した。
19世紀後半になると、おもにウルグアイ、アルゼンチン、チリ、メキシコおよびブラジル南部（パラナ州、サンタカタリーナ州、リオグランデ・ド・スル州）に多くのイタリア人「植民地」が造られた。これら「植民地」の大半ではイタリア語とその方言が現在でも使われている。例えば、チリのカピタン・パステーン、メキシコのチピロ、ブラジルのサンタカタリーナ州ノバベネザ（ブラジルのタリアン（頭の「イ」が消えた形）と言われる）などである。
これら「植民地」のどれも20世紀のイタリアの植民地帝国には何の関連も無い。